# Terry Agerkop
Terry Ronald Agerkop (Paramaribo, 1 oktober 1939 – Amsterdam, 20 september 2024) was een Surinaams taekwondoka, gitarist, componist en etnomusicoloog.

## Biografie
Terry Agerkop komt uit een gezin van vijf kinderen. Hij leerde gitaar spelen en gaf ook les, onder meer vier jaar aan de toen nog jonge Erik Refos. Vanaf 1963 studeerde hij gitaar aan het Utrechts Conservatorium en behaalde hier in 1968 zijn muziekonderwijsakte A.
Terug in Suriname was hij in 1968 de oprichter van Hwarang do, de eerste formele school voor taekwondo in Suriname. De naam ontleende hij aan een groep vrijheidsstrijders uit het 10e-eeuwse Korea met de naam Hwarang. Toen hij in 1970 uit Suriname vertrok, droeg hij zijn school over aan zijn twee leerlingen Eric Lie en Frank Doelwijt. De taekondoka Frank Agerkop is zijn jongere broer. Ook bij terugkeer bleef hij niettemin betrokken bij de taekwondosport.
Van 1968 tot 1971 werkte hij ook voor het Instituto Interamericano de Etnomusicología y Folklore (INIDEF) in Caracas, Venezuela. In 1969 was hij een maand lang voor een zomercursus en -concours in gitaarmuziek op de Universidad Central de Venezuela. Van 1971 tot 1972 studeerde hij etnomusicologie aan INIDEF. Ook componeerde hij muziekstukken, zoals voor de theaterstukken Frrrek (1970) en Land te koop (1973) van Thea Doelwijt en Henk Tjon, en publiceerde hij over muziek in De Vrije Stem.
Hij was de oprichter en van 1978 tot 1987 hoofd van de Afdeling Cultuurstudies van het Surinaamse Ministerie van Onderwijs en Volksontwikkeling. Tussendoor was hij twee maanden in Accra in Ghana voor een studie etnomusicologie bij professor Nketia. Vervolgens doceerde hij van 1987 tot 1988 etnomusicologie aan de muziekschool van Brasilia en studeerde hij van 1989 tot 1991 muziekwetenschappen aan de Universiteit van Amsterdam. In 1992 had hij voor INIDEF de leiding over de  afdeling Etnomusicologie. 
Agerkop was bijna zestig jaar toen hij in 1997 begon met een promotieonderzoek. In 2001 promoveerde hij aan de Universiteit van Brasilia op het proefschrift Seketi. Poetic and musical eloquence among the Saramaka Maroons from Suriname.
Terry Agerkop woonde in zijn vijftien laatste levensjaren in Amsterdam, waar hij op 20 september 2024 overleed, anderhalve week voor zijn 85e verjaardag.